# Віляка
Віляка (латис. Viļaka; латгальське - Vileks) — місто Латвії, адміністративний центр колишнього Вілякського краю.  

## Назва
- Віляка (латис. Viļaka;  вимова)
- Марієнгаузен (нім. Marienhausen)

## Географія
Місто розташоване на сході Латвії на історичній території Латгалії, за 246 км від Риги та за 6,5 км від нинішнього кордону Російської Федерації, який пролягає по території анексованого Абренського повіту Латвії. 
Місто знаходиться у верхів'ях річки Кіра (басейн річки Велика). Місцевість в околицях заболочена, лісиста. 

## Клімат
| Кліматограма Віляки | Кліматограма Віляки | Кліматограма Віляки | Кліматограма Віляки | Кліматограма Віляки | Кліматограма Віляки | Кліматограма Віляки | Кліматограма Віляки | Кліматограма Віляки | Кліматограма Віляки | Кліматограма Віляки | Кліматограма Віляки |
| --- | ------------------- | ------------------- | ------------------- | ------------------- | ------------------- | ------------------- | ------------------- | ------------------- | ------------------- | ------------------- | ------------------- |
| С | Л                   | Б                   | К                   | Т                   | Ч                   | Л                   | С                   | В                   | Ж                   | Л                   | Г                   |
| 52 −3 −8 | 42 −3 −8            | 43 3 −4             | 44 11 2             | 66 17 7             | 83 20 12            | 77 23 15            | 81 21 14            | 63 16 9             | 63 9 4              | 59 3 0              | 49 0 −4             |
| Середня макс. і мін. температури повітря (°C) Атмосферні опади (мм), за рік : 722 мм. Джерело: «Climate-Data.org» (англ.) |                     |                     |                     |                     |                     |                     |                     |                     |                     |                     |                     |

## Історія
У німецьких хроніках місто відоме як Марієнгаузен, засноване на території Латгалії. У 15 столітті входило до складу Речі Посполитої, а з 1772 - до складу Російської імперії, де включено до складу Ліфляндська губернія. З 1920  у складі Латвії. 
1509 у місті зведено кам'яну фортецю силами Лівонського Ордену. Вона стала найімпозантнішою спорудою міста, яка зупинила наступ московських орд у Балтику. Зрештою зруйнована московитами 1702 — під час Північної війни. 

## Населення
| Рік  | Чисельність | Чисельність |
| ---- | ----------- | ----------- |
| 1920 | 835         | [ 2 ]       |
| 1959 | 2949        | [ 2 ]       |
| 1970 | 2674        | [ 2 ]       |
| 1979 | 2249        | [ 2 ]       |
| 1989 | 2178        | [ 2 ]       |
| 1991 | 2100        | [ 2 ]       |
| 2000 | 1850        | [ 2 ]       |
| 2001 | 1849        | [ 2 ]       |

| Рік  | Чисельність | Чисельність |
| ---- | ----------- | ----------- |
| 2002 | 1859        | [ 2 ]       |
| 2003 | 1819        | [ 2 ]       |
| 2004 | 1787        | [ 2 ]       |
| 2005 | 1747        | [ 2 ]       |
| 2006 | 1692        | [ 2 ]       |
| 2007 | 1649        | [ 2 ]       |
| 2008 | 1603        | [ 2 ]       |
| 2009 | 1563        | [ 2 ]       |

| Рік  | Чисельність | Чисельність |
| ---- | ----------- | ----------- |
| 2010 | 1536        | [ 2 ]       |
| 2011 | 1534        | [ 3 ]       |
| 2012 | 1464        | [ 2 ]       |
| 2013 | 1415        | [ 2 ]       |
| 2014 | 1395        | [ 2 ]       |
| 2015 | 1370        | [ 2 ]       |
| 2016 | 1326        | [ 2 ]       |
| 2016 | 1407        | [ 4 ]       |

| Рік  | Чисельність | Чисельність |
| ---- | ----------- | ----------- |
| 2017 | 1309        | [ 5 ]       |
| 2018 | 1301        | [ 2 ]       |
| 2019 | 1269        | [ 6 ]       |
| 2020 | 1223        | [ 7 ]       |
| 2021 | 1216        | [ 8 ]       |
| 2022 | 1205        | [ 9 ]       |
| 2023 | 1193        | [ 10 ]      |
| 2024 | 1172        | [ 11 ]      |

| Рік  | Чисельність | Чисельність |
| ---- | ----------- | ----------- |
| 1920 | 835         | [ 2 ]       |
| 1959 | 2949        | [ 2 ]       |
| 1970 | 2674        | [ 2 ]       |
| 1979 | 2249        | [ 2 ]       |
| 1989 | 2178        | [ 2 ]       |
| 1991 | 2100        | [ 2 ]       |
| 2000 | 1850        | [ 2 ]       |
| 2001 | 1849        | [ 2 ]       |

| Рік  | Чисельність | Чисельність |
| ---- | ----------- | ----------- |
| 2002 | 1859        | [ 2 ]       |
| 2003 | 1819        | [ 2 ]       |
| 2004 | 1787        | [ 2 ]       |
| 2005 | 1747        | [ 2 ]       |
| 2006 | 1692        | [ 2 ]       |
| 2007 | 1649        | [ 2 ]       |
| 2008 | 1603        | [ 2 ]       |
| 2009 | 1563        | [ 2 ]       |

| Рік  | Чисельність | Чисельність |
| ---- | ----------- | ----------- |
| 2010 | 1536        | [ 2 ]       |
| 2011 | 1534        | [ 3 ]       |
| 2012 | 1464        | [ 2 ]       |
| 2013 | 1415        | [ 2 ]       |
| 2014 | 1395        | [ 2 ]       |
| 2015 | 1370        | [ 2 ]       |
| 2016 | 1326        | [ 2 ]       |
| 2016 | 1407        | [ 4 ]       |

| Рік  | Чисельність | Чисельність |
| ---- | ----------- | ----------- |
| 2017 | 1309        | [ 5 ]       |
| 2018 | 1301        | [ 2 ]       |
| 2019 | 1269        | [ 6 ]       |
| 2020 | 1223        | [ 7 ]       |
| 2021 | 1216        | [ 8 ]       |
| 2022 | 1205        | [ 9 ]       |
| 2023 | 1193        | [ 10 ]      |
| 2024 | 1172        | [ 11 ]      |

## Релігія
Містяни переважно сповідують римокатолицизм
Перший Вілякський костел збудований 1683. Новий зведений із дерева 1748 поблизу монастиря Капуцинів. Нинішня готична кам'яна споруда зведена 1880 коштом княгині Аліне Ліппе-Ліпке. Проєкт костелу створивлатвійський архітектор Флоріян Віґановскіс. 1891 відбулося єпископське освячення костелу в ім'я Святого Ісусового Серця. Костел двічі постраждав - під час Першої і Другої світової війни, при чому після московської окупації 1944 простояв пусткою аж до 1956. 

## Мова
В околицях Віляки побутує латгальська мова. 

## Економіка
У місті працює льонопереробний та олійний цехи. 